# چانگ دینگکیو
چانگ دینگکیو (انگلیسی: Chang Dingqiu; ژانویه ۱۹۶۷ (۵۸ سال) – ) فرمانده نظامی، خلبان و سیاست‌مدار اهل چین است، که هم‌اکنون به‌عنوان فرمانده نیروی هوایی ارتش آزادی‌بخش خلق فعالیت می‌کند.